# The Northern Miner
«Но́ртерн Ма́йнер» (англ. The Northern Miner) — канадійський  щотижневий галузевий журнал про гірничу справу. Раніше належав до медійної компанії «Голлінґер Інк.». Почав публікуватися 1915 року в Кобальті, що в Онтаріо, нині публікується в Торонто. Деякі ЗМІ називають «Нортерн Майнер» найавторитетнішим гірничим часописом у Канаді та «біблією гірників».